# Campeonato Tocantinense de Futebol de 2006
O Campeonato Tocantinense de Futebol de 2006 foi a 14ª edição do Campeonato Tocantinense de Futebol.

## Participantes
Participaram do Campeonato Tocantinense de Futebol de 2006, as seguintes agremiações:
- Associação Atlética Alvorada, de Alvorada
- Araguaína Futebol e Regatas, de Araguaína
- Colinas Esporte Clube, de Colinas do Tocantins
- Gurupi Esporte Clube, de Gurupi
- Intercap Esporte Clube, de Paraíso do Tocantins
- Interporto Futebol Clube, de Porto Nacional
- Miracema Esporte Clube, de Miracema do Tocantins
- Palmas Futebol e Regatas, de Palmas
- Tocantinópolis Esporte Clube, de Tocantinópolis
- Tocantins Esporte Clube, de Miracema do Tocantins
- Tocantins Futebol Clube, de Palmas

## Premiação
| Campeonato Tocantinense de 2006 |
| ------------------------------- |
| ARAGUAÍNA Campeão (1º título)   |